# Pseudocercospora kiggelariae
Pseudocercospora kiggelariae är en svampart som först beskrevs av Hans Sydow, och fick sitt nu gällande namn av Crous & U. Braun 1994. Pseudocercospora kiggelariae ingår i släktet Pseudocercospora och familjen Mycosphaerellaceae.   Inga underarter finns listade i Catalogue of Life.